# Scytalopus gettyae
A Scytalopus gettyae a madarak osztályának verébalakúak (Passeriformes) rendjébe és a fedettcsőrűfélék (Rhinocryptidae) családjába tartozó faj.

## Rendszerezése
A fajt Peter A. Hosner, Mark B. Robbins, Thomas Valqui H. és Andrew Townsend Peterson  írták le 2013-ban.

## Előfordulása
Az Andok keleti oldalán, Peru területén honos. Természetes élőhelyei a szubtrópusi és trópusi hegyi esőerdők és bokrosok. Állandó, nem vonuló faj. 

## Megjelenése
Testhossza 11,5 centiméter.

## Természetvédelmi helyzete
Az elterjedési területe kicsi, egyedszáma pedig csökken. A Természetvédelmi Világszövetség Vörös listáján mérsékelten fenyegetett fajként szerepel.